# マルコス・ダニーロ・パジーリャ
ダニーロ（Danilo）ことマルコス・ダニーロ・パジーリャ（ポルトガル語: Marcos Danilo Padilha、1985年7月31日 - 2016年11月29日）は、ブラジルのサッカー選手。ポジションはGK。
ラミア航空2933便墜落事故に遭い、一旦は救出されたものの、翌日病院で死亡した。

## クラブ歴
地元のシアノルテFCの下部組織出身でトップチームに昇格。その後は州内のクラブを転々とし、オペラリオ・フェロヴィアリオECやアラポンガスECを経て2011年5月にロンドリーナECに加入。
2013年9月にロンドリーナからアソシアソン・シャペコエンセ・ジ・フチボウに年末まで期限付き移籍。11月23日にカンピオナート・ブラジレイロ・セリエBで初出場しプロデビューした。クラブは2位で終えたためにカンピオナート・ブラジレイロ・セリエA昇格が決まった。2014年1月にシャペコエンセに完全移籍。4月19日にカンピオナート・ブラジレイロ・セリエA初出場、無失点に抑えた。シャペコエンセの守護神として活躍し、クラブの残留に貢献した。しかし2016年11月28日にラミア航空2933便墜落事故に巻き込まれ、生きたまま救出されたものの搬送先の病院で翌日死亡した。

## 家族
妻と息子とともにシャペコに住んでいた。

## タイトル
シャペコエンセ
- カンピオナート・カタリネンセ: 2016
- コパ・スダメリカーナ: 2016（死後）[9]